# Victor Talking Machine Company
Victor Talking Machine Company foi uma das primeiras gravadoras dos Estados Unidos, resultando da fusão da Berliner Gramophone (empresa do inventor do gramofone, Emil Berliner) com a Consolidated Talking Machine (de um parceiro de Berliner, Eldridge R. Johnson), ficando esta última com o controle das operações. Esta operação foi necessária devido a problemas com patentes que a Berliner Company enfrentava na competição com a Zonophone. A Victor foi uma das empresas líderes do mercado mundial de fonogramas até que a grande depressão em 1929 trouxe problemas ao setor. Em 1926, Eldridge Johnson vendeu o controle da empresa para duas empresas do ramo bancário que, por sua vez, venderam-na para a Radio Corporation of America, em 1929, onde ela tornou-se a RCA Victor e, em 1968, a RCA Records.

## No Brasil
A gravadora conseguiu a autorização para operar no Brasil - cujo mercado de discos e toca-discos era dominado pela Odeon Records - em agosto de 1928, mas só iniciaria suas operações em novembro de ano seguinte. Com a venda da matriz americana para a RCA, a gravadora também trocaria de nome no país, para RCA Victor Brasileira, Inc.